# Detelina (distrikt i Bulgarien, Burgas)
Detelina (bulgariska: Детелина) är ett distrikt i Bulgarien.   Det ligger i kommunen Obsjtina Karnobat och regionen Burgas, i den östra delen av landet, 300 km öster om huvudstaden Sofia.
Trakten runt Detelina består till största delen av jordbruksmark. Runt Detelina är det ganska glesbefolkat, med 34 invånare per kvadratkilometer.